# Powiat Rybnicki

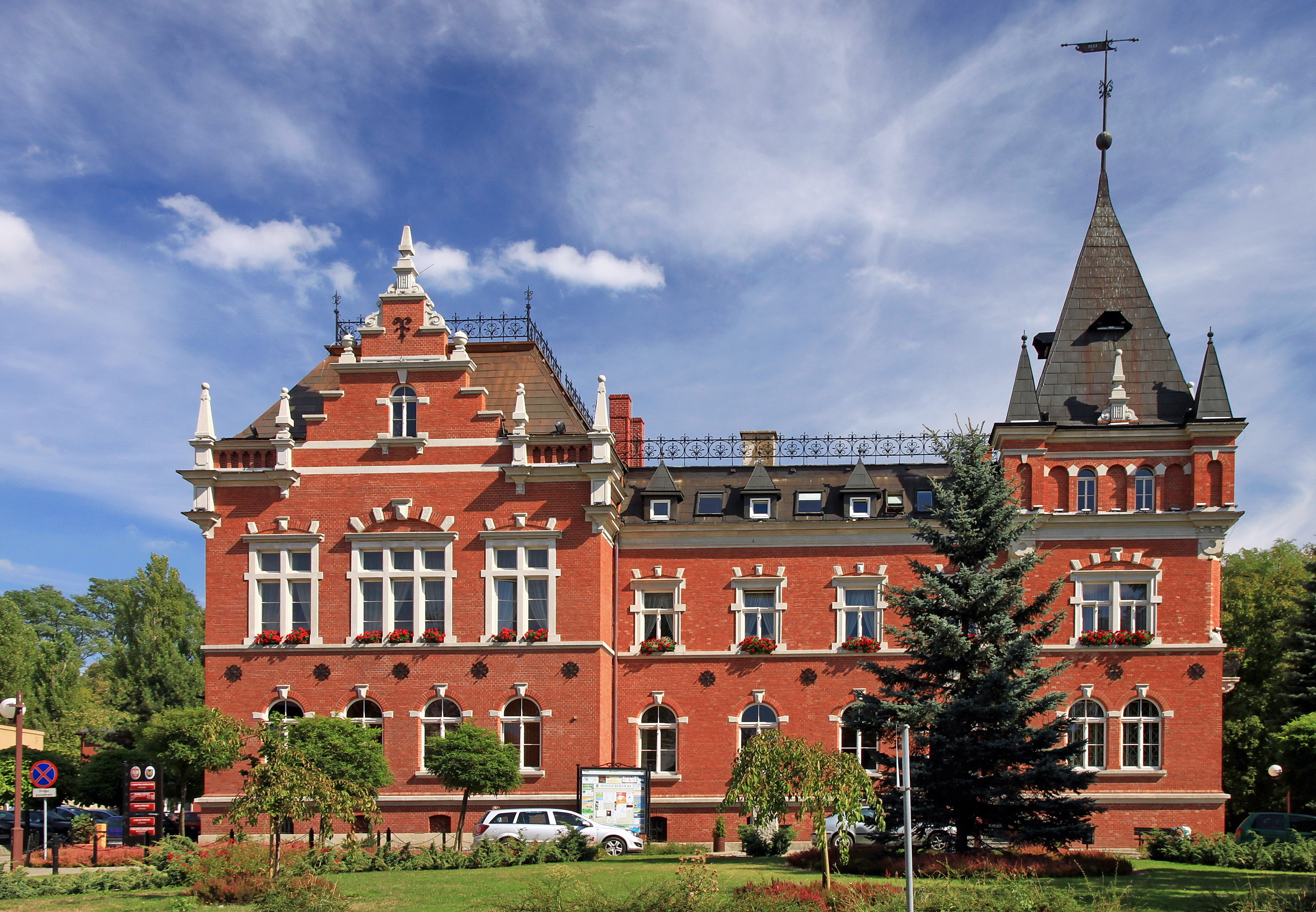
Landratsamt in Rybnik

Der Powiat Rybnicki ist ein Powiat (Kreis) in der Woiwodschaft Schlesien in  Polen. Er hat eine Fläche von 224,6 km², auf der etwa 78.000 Einwohner leben.

## Geografie
Der Powiat verfügt über kein zusammenhängendes Kreisgebiet, sondern besteht aus drei Teilen. Diese liegen östlich, südlich und westlich des Sitzes Rybnik, die einen eigenen Stadtkreis bildet (eigentlich miasto na prawach powiatu, „Stadt mit Rechten eines Powiat“). Nachbarpowiate sind im Norden Gliwice, im Osten Mikołów im Südosten die Stadtkreise Żory und Jastrzębie-Zdrój, im Süden Wodzisław Śląski und im Westen Racibórz.

## Gemeinden
Der Powiat umfasst fünf Gemeinden, davon eine Stadt-und-Land-Gemeinde und vier Landgemeinden:

### Stadt-und-Land-Gemeinde
- Czerwionka-Leszczyny (Czerwionka-Leschczin)

### Landgemeinden
- Gaszowice (Gaschowitz)
- Jejkowice (Jeykowitz)
- Lyski (Lissek)
- Świerklany (Schwirklan)

## Politik
Die Verwaltung wird von einem Starosten geleitet. Seit 1999 ist dies Damian Mrowiec von der Platforma Obywatelska, der vom Wahlkomitee „Entwicklungsbewegung der Gemeinden der Region Rybnik“ gestützt wird.

### Kreistag
Der Kreistag besteht aus 21 Mitgliedern, die von der Bevölkerung gewählt werden. Die turnusmäßige Wahl 2024 brachte folgendes Ergebnis:
- Wahlkomitee „Entwicklungsbewegung der Gemeinden der Region Rybnik“ 31,7 % der Stimmen, 8 Sitze
- Prawo i Sprawiedliwość (PiS) 26,0 % der Stimmen, 5 Sitze
- Wahlkomitee „Nachhaltige Entwicklung der Kommunen in unserem Kreis“ 23,6 % der Stimmen, 4 Sitze
- Wahlkomitee „Lokale Gemeinschaft der Subregion“ 11,6 % der Stimmen, 1 Sitz
- Wahlkomitee der Schlesischen Gemeinschaft „Ciosek“ – Gemeinsam für Schlesien 7,1 % der Stimmen, 1 Sitz.

Die turnusmäßige Wahl 2018 brachte folgendes Ergebnis:
- Wahlkomitee „Entwicklungsbewegung der Gemeinden der Region Rybnik“ 37,8 % der Stimmen, 8 Sitze
- Prawo i Sprawiedliwość (PiS) 25,4 % der Stimmen, 5 Sitze
- Wahlkomitee „Lokale Gemeinschaft der Subregion“ 19,8 % der Stimmen, 3 Sitze
- Schlesische Regionalpartei 9,4 % der Stimmen, 2 Sitze
- Wahlkomitee der Schlesischen Gemeinschaft „Ciosek“ – Gemeinsam für Schlesien 7,6 % der Stimmen, 1 Sitz.